# Плещеев, Лев Андреевич
Лев Андре́евич Плеще́ев — стольник и воевода.

## Биография
В 1648 г. — стольник. На первой свадьбе царя Алексея Михаиловича сказывал в большой стол. В 1650 г. был рындой в белом платье при приёме царем в «Золотой палате» литовского гонца и посланника бранденбургского курфюрста.
В 1651—1652 гг. он был в числе стольников, сопровождавших царя в Покровское, в Троице-Сергиев монастырь и в Звенигород к чудотворцу Савве.
В 1659—1660 гг. — воевода Чердынский и Соликамский. В это время ему была дана грамота о выдаче кайгородцам подможных ямских денег, собираемых на ямскую гоньбу жителями Чердыни и Соликамска с Кунгурской слободы. В 1660 г. — воевода Пермский.
В 1661 г. при встрече под Москвой цесарских послов он был в числе старших у дворян. В 1662 г. находился в числе стольников, сопровождавших в Смоленск боярина и наместника астраханского князя Никиту Ивановича Одоевского, посланного для мирных переговоров с Польшей.